# Deposito ATM Messina
Il deposito Messina è una infrastruttura di servizio del trasporto pubblico a Milano per la rimessa e la manutenzione delle vetture tranviarie dell'ATM.

## Storia

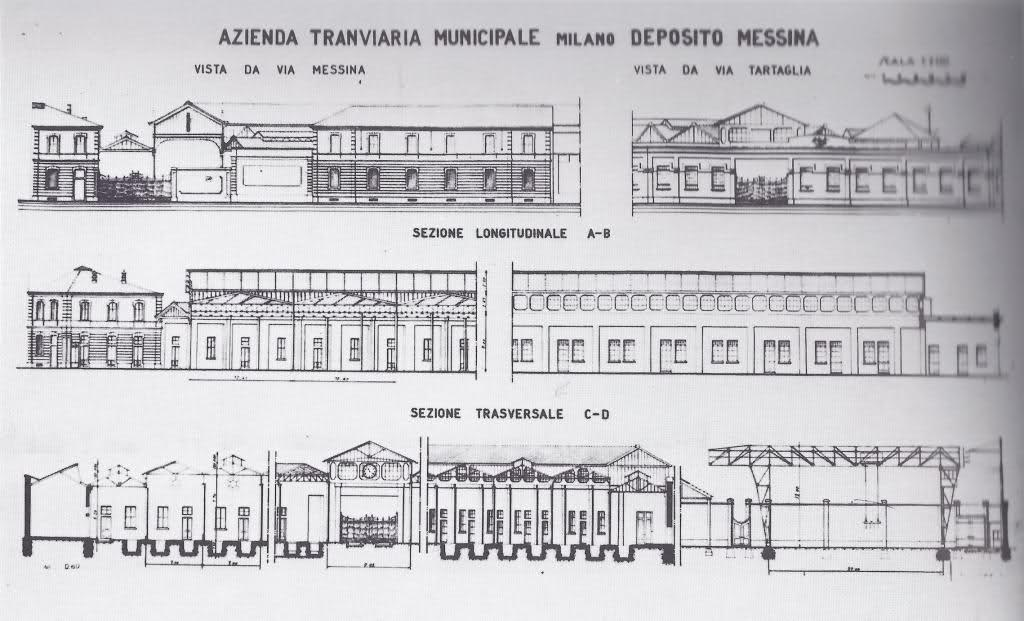
Prospetto del deposito

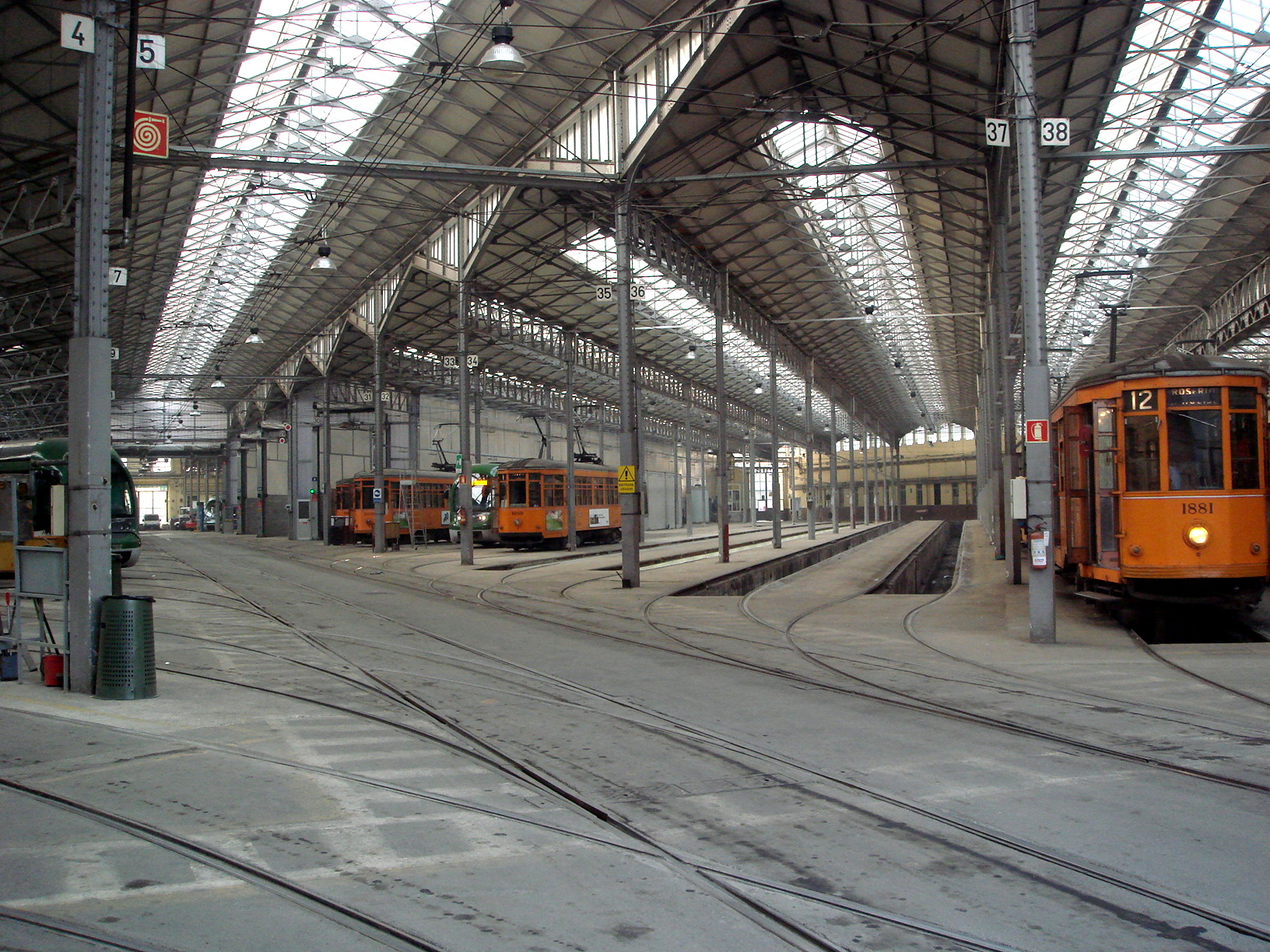
l'interno del deposito

L'edificio ha una notevole rilevanza storica e architettonica, si tratta di una delle maggiori testimonianze di architettura industriale milanese legate all'architettura del ferro in Italia ed è spesso oggetto di studio per architetti e studenti universitari.
L'edificio venne costruito nel 1912 nei pressi della fabbrica Carminati & Toselli (produttrice, tra le altre, dei tram serie 1500), ha subito un recente restauro (a cura della BCV Progetti) per gran parte della superficie coperta, che è 26.186 m² (su un totale di 29.062), mantenendone la struttura originale, mentre una seconda parte è stata ricostruita mantenendo anch'essa l'antica morfologia. Venne ampliato nel 1925-1927.

## Struttura e caratteristiche
L'edificio è costituito da una struttura portante in ferro a capriate poggianti su pilastri, la copertura è dotata di ampi spazi in vetro e parti ricoperte in tegole in cotto. 
La struttura ospita circa 150 tram divisi in vari modelli e tipologie, è dotata di diversi impianti di manutenzione, e di mezzi di assistenza marcianti nonché di un impianto automatico di lavaggio e pulizia. La "flotta" comprende anche sabbiere e vetture d'esercizio per la manutenzione dei binari, e interventi particolari come forti nevicate o ghiaccio stradale. Il traffico di persone che lo visitano ogni giorno comprende 368 autisti e circa 50 addetti fra operai e impiegati.

### Vetture tranviarie in dotazione
La struttura ospita oltre 150 unità così ripartite, fra cui fondamentalmente numerose Ventotto, alcuni Jumbotram serie 4900, diversi Sirietto (serie 7500 e 7600). Sono in dotazione al deposito alcune unità della serie 700 destinate al traino e al servizio di sabbiera e spazzaneve. Sono presenti inoltre, temporaneamente accantonate, le vetture 701-711, mantenute allo stato d'origine e adibite a servizi di noleggio oltre che a spazzaneve. Sono presenti infine accantonate una 4600, matricola 4611 (distolta dal servizio nel dicembre 2024), una 4800, matricola 4825 (distolta dal servizio nel dicembre 2010), la motrice interurbana tipo Reggio Emilia 92, il rimorchio Costamasnaga matricola 161.